# General Guido (ville)
Pour les articles homonymes, voir General Guido.
General Guido est une localité argentine située dans le partido de General Guido, dans la province de Buenos Aires.

## Démographie
La localité compte 1 291 habitants (Indec, 2010), ce qui représente une augmentation de 12,3 % par rapport au recensement précédent de 2001 qui comptait 1 149 habitants.